# 北海道北斗高等支援学校
北海道北斗高等支援学校（ほっかいどうかほくとこうとうしえんがっこう、Hokkaido Hokuto sien School）は、北海道北斗市にある公立（道立）の道立学校。

## 設置学科
- 環境・流通サポート科
- 福祉サービス

## 部活動
- ティーボール・バスケットボール部
- 陸上・フットサル部　現在は廃部
- バドミントン部
- 文化部

ティーボール・バスケットボール部
第8回函館オーシャンティーボール大会6連覇
第30回「赤い羽根」ティーボール北の甲子園記念大会　北海道知事Cup

　バドミントン部